# Susanne Wisten
Susanne Ruth Wisten (* 22. September 1924 in Stuttgart; † 2019 in Berlin) war eine deutsche Schauspielerin.

## Leben
Susanne Wisten wurde als Tochter des jüdischen Schauspielers, Regisseurs und Theaterleiters Fritz Wisten und dessen nicht-jüdischer Ehefrau, der Schauspielerin Trude Widmann, geboren. Aus der Ehe ging eine weitere, jüngere Tochter hervor, Eva Stahl-Wisten (1930–2023), später Schriftstellerin und Theaterwissenschaftlerin an der Berliner Akademie der Künste. Susanne Wisten nahm zunächst 1945–1946 privaten Schauspielunterricht bei dem Schauspieler und Regisseur Ernst Legal. Von 1946 bis 1948 besuchte sie die Schauspielschule des Deutschen Theaters Berlin, wo sie von Agnes Windeck, Wolf Trutz und Gerda Müller ausgebildet wurde.
Ihr Bühnendebüt gab sie 1949 als Fortuna in der Nestroy-Posse Lumpazivagabundus am Theater am Schiffbauerdamm. Von 1949 bis 1954 war sie fest im Ensemble des Theaters am Schiffbauerdamm. 1949 wirkte sie dort neben Marga Legal in der Uraufführung des Theaterstücks Der Fall Paul Eszterag von Alexander Gergely mit. Weitere Rollen waren dort zunächst in der Spielzeit 1949/50 die Frau Grumbach im Hauptmann’schen Revolutionsdrama Florian Geyer und die Zufriedenheit in Raimunds Zaubermärchen Der Bauer als Millionär. 1950 gastierte sie an den Städtischen Bühnen Bonn als Prinzessin Eboli in Don Karlos. In der Spielzeit 1952/53 war sie unter der Regie ihres Vaters die Berta, die Tochter des Republikaner Verrina, in Schillers Frühwerk Die Verschwörung des Fiesco zu Genua an der Seite von Rüdiger Renn und Lothar Firmans.
Ab 1954 bis Anfang der Sechzigerjahre (1960/61) hatte sie anschließend ein Engagement an der Berliner Volksbühne am Rosa-Luxemburg-Platz. Im April 1954 spielte sie dort die Rolle der Gertrud Stauffacher in Schillers Wilhelm Tell in der Eröffnungsvorstellung der Volksbühne nach dem Wiederaufbau. Es folgten Adelina in Schillers Turandot (Premiere: Februar 1955, Regie: Rochus Gliese) und die Julia in Die Verschwörung des Fiesco zu Genua (Premiere: November 1955, Regie: Fritz Wisten). In der Spielzeit 1957/58 wirkte sie in einer Neuinszenierung des Hauptmann-Dramas Die Weber mit. In der Spielzeit 1959/60 war sie die Lady Macbeth in einer Inszenierung von Ernst Kahler. In der Spielzeit 1960/61 folgten Inszenierungen des Lumpazivagabundes und Die Troerinnen mit Wisten in Hauptrollen.
Außerdem trat sie mit Partnern wie Alexander Hegarth, Armin Mueller-Stahl und Harry Hindemith auf der Bühne des Theaters im III. Stock in verschiedenen musikalisch-literarischen Programmen auf, die dem Jazz, der Sängerin Billie Holiday und der damals sog. „Negerlyrik“ gewidmet waren.
Ende der Sechzigerjahre/Anfang der Siebzigerjahre gastierte Wisten unter der Intendanz von Kurt Hübner mehrfach an der Freien Volksbühne Berlin, u. a. als Mutter Riekchen in der Uraufführung von Reinhard Baumgarts Theaterstück Jettchen Geberts Geschichte (Spielzeit 1977/78), mit dem sie auch bei den Mülheimer Theatertagen gastierte, und in Rolf Hochhuths Drama Ärztinnen (Spielzeit 1980/81).
Wisten arbeitete seit Anfang der sechziger Jahre auch für das Fernsehen. Beim Fernsehen der DDR war sie in TV-Serien (Blaulicht, 1961) und TV-Filmen, wie als Bärendompteuse Senta, in der Zirkuskomödie Die Salinis (1961) zu sehen. Später wirkte sie auch in zahlreichen westdeutschen TV-Produktionen, Fernsehspielen, Literaturverfilmungen und Krimiserien, mit.
In der 28. Folge der ZDF-Krimiserie Der Kommissar (Dezember 1970) hatte sie, an der Seite von Herbert Steinmetz, einen Gastauftritt als Ehefrau eines erschossenen Blumenhändlers. In der österreichischen TV-Produktion Vor Sonnenuntergang (1980) nach dem gleichnamigen Schauspiel von Gerhart Hauptmann, spielte sie die Mutter der weiblichen Hauptfigur Inken Peters. Wisten arbeitete auch für den Hörfunk und die Synchronisation.
Susanne Wisten war mit dem Bühnen- und Szenenbildner Roman Weyl († 2011) verheiratet. Im Juni 2014 wurde in Anwesenheit von Susanne Wisten-Weyl und ihrer Schwester Eva Wisten am Wohnhaus ihres Vaters Fritz Wisten im Berliner Ortsteil Berlin-Nikolassee eine Gedenktafel enthüllt. Susanne Wisten, die 2019 starb, lebte gemeinsam mit ihrer Schwester in ihrem Elternhaus in Berlin-Schlachtensee.

## Filmografie
- 1957: Die Ratten (Theateraufzeichnung, Volksbühne Berlin)
- 1960: Blaulicht: Splitter (Fernsehserie, eine Folge)
- 1961: Die Salinis (Fernsehfilm)
- 1965: Tagträume (Fernsehspiel)
- 1966: Bethanien (Fernsehspiel)
- 1966: Rasputin (Fernsehzweiteiler)
- 1966: Ich war Schlemihl (Fernsehfilm)
- 1968: Anna Böckler (Fernsehfilm)
- 1969: Peter Brauer (Fernsehfilm)
- 1970: Der Kommissar: Drei Tote reisen nach Wien (Fernsehserie, eine Folge)
- 1971: Sein Schutzengel (Fernsehfilm)
- 1973: Ein Fall für Goron (Fernsehfilm)
- 1975: Tadellöser & Wolff (Fernsehzweiteiler)
- 1975: Kommissariat 9: Schulden haben kurze Beine (Fernsehserie, eine Folge)
- 1978: Die beiden Freundinnen (Fernsehfilm)
- 1980: Vor Sonnenuntergang (Fernsehfilm, Österreich)
- 1988: Spreepiraten: (Fernsehserie, Serienrolle)
- 1998: Spiel des Tages (Kurzfilm)